# Gil Dobrică
Gil Dobrică (n. 14 februarie 1946, com. Călărași, Dolj – d. 17 aprilie 2007, Craiova) a fost un solist vocal de muzică pop-rock, soul și rhythm and blues din România. A avut în repertoriu melodii proprii și preluări după piese celebre semnate Ray Charles (pe care a declarat deschis că îl admira) și alți artiști de gen, printre care John Denver, a cărui piesă intitulată "Country roads" ("Drumuri de țară" - modificată în "Hai acasă") a devenit cea mai cunoscută melodie din cariera lui Gil Dobrică.

## Biografie
S-a născut la țară, în comuna Călărași, județul Dolj,  într-o familie cu nouă copii, Gil fiind cel mai mic. La 14 ani și-a luat fratele cel mare și a plecat la Craiova, la școala de meserii, unde a devenit strungar. A colindat toată țara cu Cenaclul Flacăra și cu „Serbările Scânteii Tineretului“. Un coleg de muncă era un mare iubitor de muzica neagră și i-a insuflat viitorului solist pasiunea pentru Ray Charles, care a devenit în scurt timp idolul său. Gil a început să cânte piese rock și soul de la 17 ani: cânta pentru studenți, pe gratis, la Clubul Uzinei „7 noiembrie“ și îi detrona pe cei care cântau jazz, swing, foxtrot.
Cânta piese din repertoriul unor artiști  precum Aretha Franklin, Otis Redding, Arthur Conley, Little Richard, Hendrix, Beatles, Rolling Stones, fapt care i-a permis să se bucure de o mare popularitate.
El a ajuns avocat în orașul Bacău pentru un scurt timp.
În 1996 a avut ocazia de a-l întâlni pe idolul său, Ray Charles, la Cerbul de Aur. „Cea mai frumoasă zi din viața mea”, după cum avea să mărturisească Gil.
În ultimii ani de viață a colaborat cu trupa Nightlosers, cântând în deschiderea acesteia, în clubul Fire din București. A avut o scurtă apariție în clipul trupei, Dragostea-i ca și o râie.
Se stinge din viață la vârsta de 61 de ani, după o grea suferință. Încă din toamna anului 2006, cunoscutul cântăreț suferea de gută cronică, de ciroză, dar și de pneumonie.

## Cariera
A debutat în 1963, la Casa de cultură a Sindicatelor din Craiova. Activează în diferite trupe: 13 Carate, iar din 1967 cu formația Dacii. În anii 1970, Gil, la îndemnul unor prieteni de la Conservator, a lăsat Craiova pentru Capitală. A locuit în gazdă, banii nu-i ajungeau niciodată, Gil Dobrică a avut foarte puține apariții televizate.  Primul pas important pentru Dobrică în Bucuresti a fost când s-a angajat la barul Atlantic, la Athéné Palace, la Continental. Fiecare bar avea balet, orchestră, se cânta în engleză, pe viu, fără instrumente electronice. Tot in 1970 colaborează cu grupul Sfinx, iar doi ani mai târziu cu Roșu și Negru. Apare în spectacole de muzică și poezie, la Teatrul Municipal „Lucia Sturza-Bulandra” (alături de Florian Pittiș, Ion Caramitru ș.a.). În 1979 i se oferă o apariție cinematografică în filmul „Nea Mărin miliardar”, în regia lui Sergiu Nicolaescu, și debutează discografic cu "Hai acasă" pe disc EP de 45 de turații.  Piesa este un cover dupa John Denver - "Take Me Home, Country Roads" (1971).
Adaptări după Ray Charles (Discuție în familie, după Hit The Road Jack), Percy Sledge, The Box Tops (The Letter - Scrisoarea), sau celebrele sale cover-uri : „Rugă pentru parinți” și „Ordinea de zi”, sunt mari succese în perioada respectivă.  În anii 1980, casa de discuri Electrecord îi editeaza solistului un single și trei LP-uri, o parte dintre acestea fiind recent reeditate pe CD. Cu Do It Good de KC and the Sunshine Band creează un cover la o piesa de disco funk din 1979. 

## Discografie
- Hai acasă (1979 Single EP - Electrecord)
- Dă-mi o șansă (1982 LP - Electrecord)
- Give Chance To Me (1983 LP - Electrecord)
- Gil Dobrică (album) (1988 LP - Electrecord)
- Cântec pentru mama (1999 CD - Electrecord)
- Hai acasă (2003 CD - Electrecord)(John Denver cover)

## Filmografie
- Nea Mărin miliardar (1979)
- Mireasa din tren (1980)